# Râul Sireți
Râul Sireți este un râu din centrul Republicii Moldova, afluent de dreapta al râului Bâc, și se revarsă în lacul de acumulare Ghidighici. Pârul are un regim de alimentare predominant pluvial, în perioada de secetă albia seacă complet. Pe suprafața bazinului sunt 5 izvoare cu debit mic de apă care se varsă în Sireți.

## Valorificarea
Pe Râul Sireți au fost construite mai multe baraje dintre care cel mai mare este Lacul Bahna, construit pe cursul inferior al afluentului Bahna.

## Starea ecologică
Apa pârului Sireți este poluată cu compuși ai azotului și corespunde clasei V de calitate în centrul satului și în aval de sat, în amonte apa corespunde clasei de calitate – I, ceea ce demonstrează că populația are un impact asupra calității apei.